# Проволоне

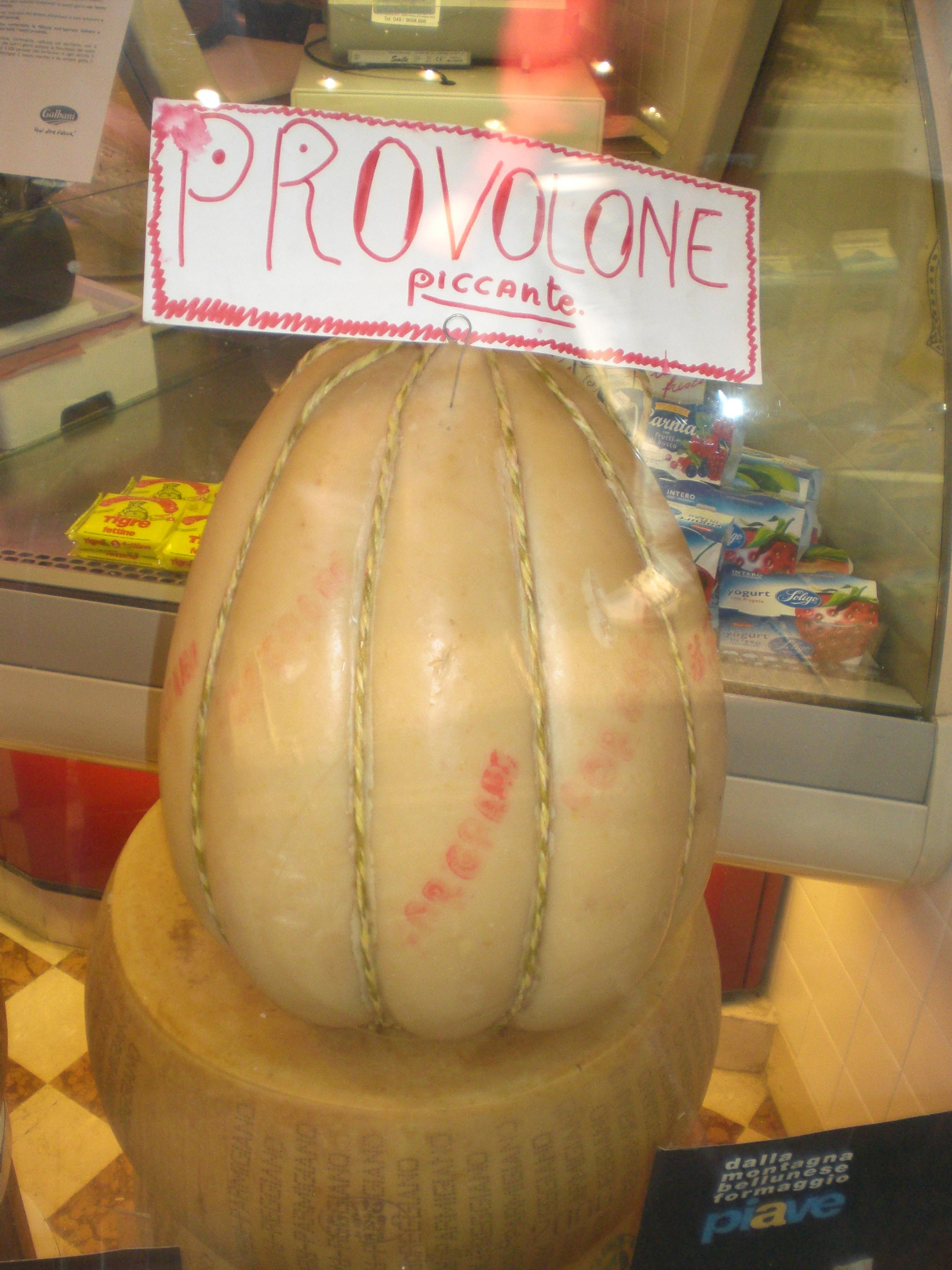

Проволоне — італійський сир з невисокою жирністю з молока корів. Є кілька різновидів цього сиру, класичний проволоне («Проволоне Вальпадана») виготовляють у регіонах Венето, Ломбардія, Емілія-Романья.

## Історія
Проволоне з'явився відносно недавно — у другій половині ХІХ сторіччя, після об'єднання Італії у єдину державу. Сировари з південних регіонів переїжджали на північ країни, де була гарна інфраструктура з виробництва молока та створили новий сир, категорії італ. Pasta filata. Вперше у літературі термін «Проволоне» з'явився у 1871 році. У 1996 році сир «Проволоне Вальпадана», у 2010 році «Проволоне дель монако» отримали статус DOP (продукт захищений за походженням).

## Технологія виробництва
Класичний проволоне виробляють з молока фризької породи корів. Фермент для згортання молока обов'язково має бути тваринного походження. Перед згортанням у молоко додають сироватку, збагачену ферментами та мікроорганізмами з попередньої закваски. Після згортання сирну масу розрізають на шматки та занурюють у гарячу воду для отримання тягучої консистенції. Після цього сир формують, закладаючи його у перфоровані прес-форми. Зазвичай сирні голови мають форму, близьку до овальної, або грушоподібної. Потім додають морську сіль (витримують у солоному розчині) та вкривають воском. Сирні голови зв'язують певним чином мотузками та відправляють на дозрівання. Дозрівання сиру може тривати до кількох місяців.

## Характеристика сиру
- Проволоне дольче (італ. Provolone Dolce) — виробляють з коров'ячого молока, для згортання якого використовують сичужний фермент теляти. Дозрівання сиру триває не більше 3 місяців. Смак солодкуватий, вершковий. Текстура м'яка, гладенька. Вага сирної голови — до 6 кг.
- Проволоне піканте (італ. Provolone Piccante) — виробляють з коров'ячого молока, для згортання якого використовують сичужний фермент кіз. Дозрівання сиру триває від 3 місяців до року. Смак пікантний, текстура більш суха. Сирні голови можуть мати масу більше ніж 90 кг.
- Проволоне афумікато (італ. Provolone Affumicato) — свіжий сир коптять, після чого витримують мінімум 3 місяці.
- Проволоне дель Монако (італ. Provolone del Monaco) — сир категорії DOP, виробляють в провінції Кампанія в районі міста Аджерола (італ. Agerola). Сир має форму дині, витримується мінімум 6 місяців. Вміст жиру від 40,5 %. Вага сирних голів від 2,5 до 8 кг. Смак солодкий, маслянистий[1].

## Вживання
Проволоне дольче вживається як закуска, зазвичай разом з хлібом, овочами або оливками. Гарно поєднується з молодим вином. Проволоне піканте теж вживають як закуску разом з овочами, але також можуть додавати у натертому вигляді у страви при їх приготуванні. Цей сир гарно поєднується з витриманим вином.

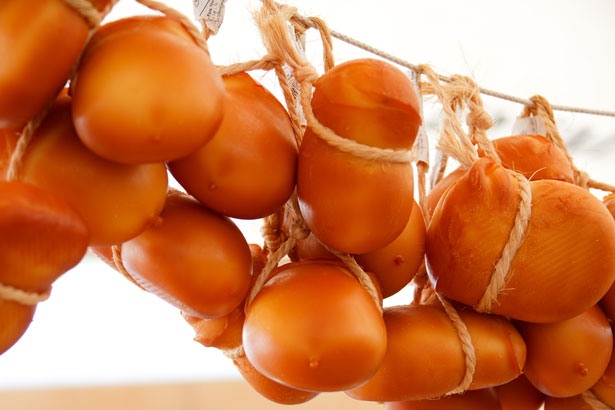
Проволоне афумікато
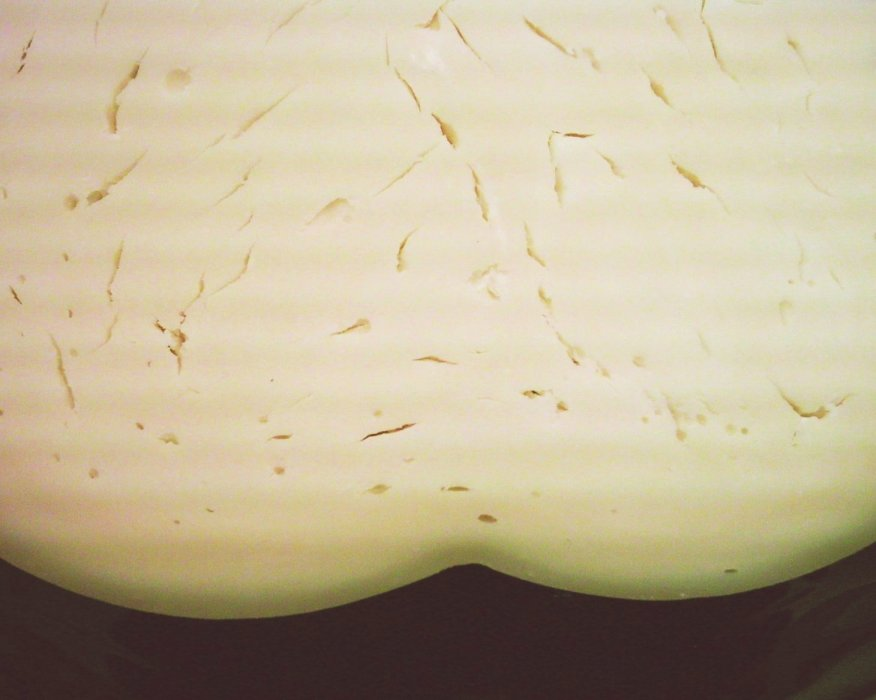
Текстура проволоне дольче
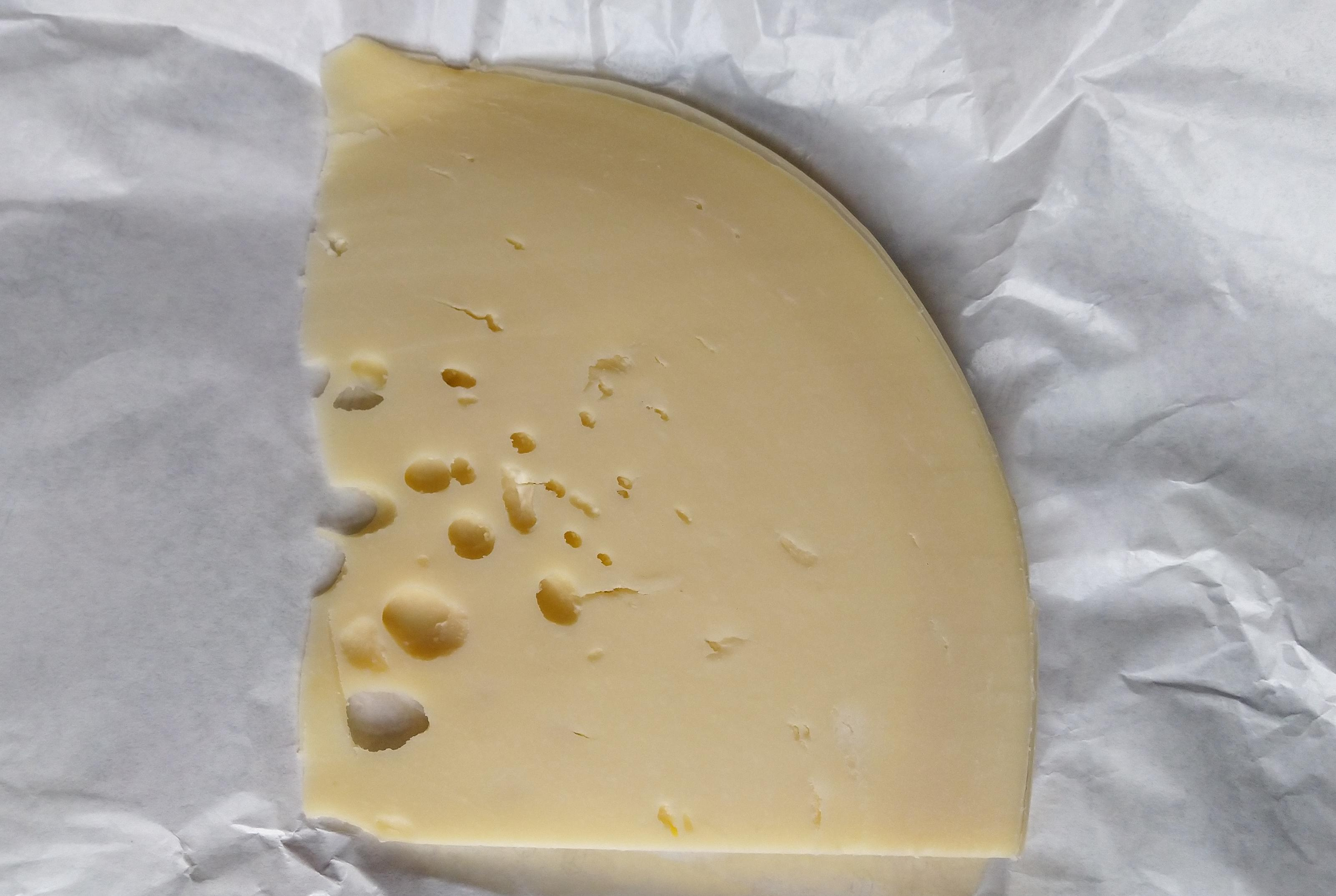
Текстура проволоне піканте
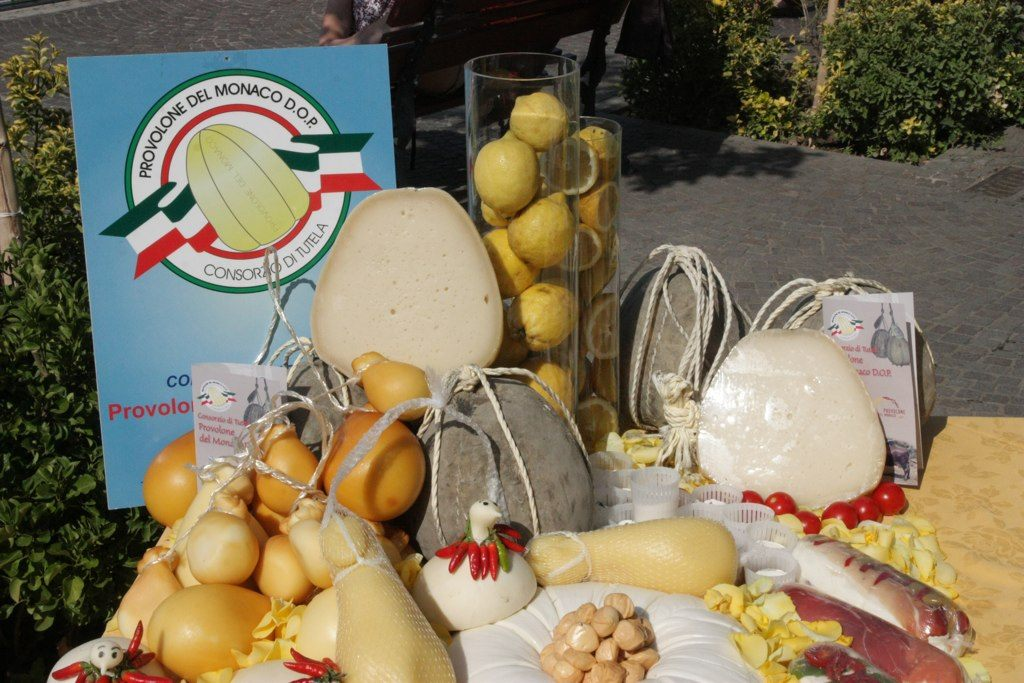
Проволоне дель Монако